# 中澤信幸
中澤 信幸（なかざわ のぶゆき、1971年11月2日 - ）は、日本の言語学者、日本語学者。山形大学人文社会科学部教授、同大学都市・地域学研究所所長、一般社団法人日台政策研究所理事。専門は日本漢字音学史、音韻学、台湾語学、台湾の日本語教育。日台間の交流促進にも携わっている。

## 来歴
三重県四日市市に生まれる。三重県立四日市南高等学校、愛媛大学法文学部卒業。2000年名古屋大学大学院文学研究科博士課程後期課程満期退学。2001年名古屋大学より博士（文学）の学位取得。日本学術振興会特別研究員、台湾・長栄大学応用日語学系助理教授、大島商船高等専門学校准教授を経て、2008年山形大学人文学部准教授（2017年人文社会科学部と改称）、2018年教授となり現在に至る。2019年山形大学都市・地域学研究所所長に就任。
2017年、同じ山形大学の松尾剛次とともに、日台政策研究所を設立、理事となる。（2019年に一般社団法人化。）
Youtube「漢字音の話」 にて、日本漢字音に関する各種解説を行っている。

## 著書

### 著書
- 『中近世日本における韻書受容の研究』 おうふう、2013年

### 論文
- CiNii>中澤信幸